# Dumbarton (distillerie)
Pour les articles homonymes, voir Dumbarton.
Dumbarton était une distillerie de whisky située à Dumbarton, dans le West Dunbartonshire, en Écosse. Avec la distillerie d'Inverleven, également démolie depuis, elle forma le complexe de distilleries de whisky de grain de Dumbarton.

## Histoire
La distillerie fut fondée en 1938 par la compagnie Hiram Walker & Sons dans la ville écossaise de Dumbarton. Elle produisait du whisky de grain. Après plusieurs changements de propriétaires, la distillerie entra dans le giron du groupe Pernod Ricard qui arrêta la production en 2002. Les bâtiments furent démolis en 2005.

## Production
L'eau nécessaire à la production de Dumbarton provenait du Loch Lomond. La distillation s'effectuait dans un coffey still.

## Embouteillage
Le whisky de grain de Dumbarton était destiné à l'élaboration de blends. Il n'existe pas d'embouteillage officiel. Dumbarton faisait partie des principaux fournisseurs de Ballantine's.